# Пикетное
Пике́тное — село в Марьяновском районе Омской области России, административный центр Пикетинского сельского поселения.
Население — 819 чел. (2010)

## Физико-географическая характеристика
Пикетное находится в южной лесостепи в пределах Ишимской равнины, являющейся частью Западно-Сибирской равнины. Высота центра населённого пункта — 114 метров над уровнем моря. В окрестностях населённого пункта распространены чернозёмы языковатые обыкновенные и солонцы луговые. Гидрографическая сеть не развита: реки и озёра вблизи деревни отсутствуют. В 3 км к югу от села в урочище Камышловский лог расположено озеро Пикетное.
По автомобильным дорогам расстояние до областного центра города Омск составляет 75 км, до районного центра посёлка Марьяновка — 27 км. Железнодорожная станция Пикетное железнодорожной ветки Курган-Омск Западно-Сибирской железной дороги. Близ села проходит федеральная автодорога Р254 «Иртыш».
Климат
Климат резко континентальный, со значительными перепадами температур как между климатическими сезонами, так и порой в течение суток (согласно классификации климатов Кёппена — влажный континентальный с прохладным летом (Dfb)). Многолетняя норма осадков — 385 мм. Наибольшее количество осадков выпадает в июле — 64 мм, наименьшее в марте — 13 мм. Среднегодовая температура положительная и составляет + 1,2 С, среднесуточная температура самого холодного месяца — января −17,6 С, самого жаркого — июля +19,4 С.
Часовой пояс
Пикетное,как и вся Омская область находится в часовой зоне МСК+3. Смещение применяемого времени относительно UTC составляет +6:00.

## История
Основано как Пикетинский разъезд в 1894 году при строительстве железной дороги «Челябинск-Омск».
В 1932 году создана организация «Союзхлеб», ставшая затем Пикетинским хлебоприемным предприятием (ХПП). В начале 30-х годов началось сооружение водовода от Иртыша до Исилькуля. В Пикетном в 1935 году построили мощную водонасосную станцию, представлявшую собой комплекс сооружений: котлован, приемный колодец, машинный зал с кирпичной трубой, речная вода пошла в степные районы. В 1944 году открыт маслозавод. В 1949 году открылась Пикетинская МТС.

## Население
| 1926 | 2010 |
| ---- | ---- |
| 63   | ↗819 |

## Известные уроженцы
- Камшилов, Олег Анатольевич — российский юрист, прокурор Республики Крым (с 2017)

## Инфраструктура
Имеются средняя школа, дом культуры, библиотека, ФАП, дошкольное учреждение.